# Ostnák trnitý
Ostnák trnitý (Jacana spinosa) je vodní pták z čeledi ostnákovití, jehož domovinou jsou pobřežní oblasti Mexika a oblasti Střední Ameriky a Karibiku.

## Taxonomie
Ostnák trnitý (Jacana spinosa) se spolu s ostnákem jihoamerickým řadí do rodu ostnák (Jacana) a čeledi ostnákovití (Jacanidae). Tento řád se tradičně řadí k dlouhokřídlým (Charadriiformes).

## Popis
Druh má úzké podlouhlé tělo. Opeření je od ocasu až po hruď tmavě hnědé, někdy s mírně nelesklým kaštanovým nádechem v oblasti břicha. Hlava a krk jsou černé se zelenkavým iridiscentním nádechem. Zobák je sytě žlutý, u kořene bílý. Dominantu přední strany hlavy představuje žlutý rohovitý čelní štítek. Primární a sekundární letky jsou žluto-zelené a výrazně kontrastují se zbytkem těla; světlé letky lze však spatřit pouze během letu. V ohybu křídla se nachází cca 7–10 mm žlutě zbarvený osten, který ostnáci mohou použít jako zbraň proti vetřelcům na jejich teritoriích.
Nohy jsou dlouhé a tenké zakončené dlouhými prsty, které představují vůbec jedny z nejdelších prstů vzhledem k délce těla mezi všemi ptáky. Nohy mají šedé až šedozelené zbarvení, duhovka je hnědá. Průměrná výška ptáků je kolem 24 cm s průměrným rozpětím křídel kolem 51 cm. Samci jsou v průměru o 40 % menší než samice. Podle dat z Kostariky váží samice v průměru kolem 145 g a samci kolem 87 g.

## Biologie a chování

### Rozmnožování
Ostnáci trnití provozují jeden z nejvzácnějších rozmnožovacích systémů mezi všemi ptáky: polyandrie založená na obraně zdrojů. Dochází u nich totiž k genderově obrácené roli – stavbu hnízda, inkubací vajec a výchovu mláďat zajišťuje samec, zatímco mnohem větší samice hlavně brání teritorium. Samice se páří s 1–4 samci. Každý z těchto samců obývá vlastní teritorium o rozměrech cca 40×40 m, na kterých netoleruje žádný jiný ptačí druh. Samci si tato teritoria agresivně brání, samice pomáhá bránit teritoria všem samcům, se kterými je ve svazku.
Jakmile dojde k utvoření páru, samec postaví hnízdo z chrastí plovoucí na vodě. Snůšku většinou tvoří 4 hnědá vejce s černými skvrnami. Samice může klást snůšku i každých devět dní. U samic nikdy nedochází k inkubaci vajec a pokud samec opustí hnízdo, samice o inkubaci nejeví zájem. Ostatně hnízdí nažina se vyvíjí pouze u samců. Po vylíhnutí si mláďata sama začnou shánět potravu a jsou schopná chůze, plavání i potápění. Po narození jsou všude doprovázena samcem, avšak postupně se samec od mláďat vzdaluje na stále delší dobu. Po vylíhnutí mláďat samice nepřestává bránit teritorium, i když na výchově samotné se nepodílí. K prvnímu letu mláďat dochází v cca 5 týdnech. Občas dochází k vyhnání samice z jejího „multiteritoria“ jinou samicí, která může přebrat vyhnané samici všechny její partnery s hnízdy.
Rozmnožování je nejčastější na počátku období dešťů, nicméně může k němu docházet po celý rok.

### Hlasový projev
Ostnáci se dokáží hlasitě projevovat, vydávají převážně hrubě znějící volání, chrčivé zvuky a klepání připomínající ťukání psacího stroje.

### Potrava
Živí se hmyzem a semínky. Hnízdící jedinci se krmí samostatně, nehnízdící ptáci se občas krmí v neforemných skupinkách.

## Rozšíření a populace
Druh je rozšířen po obou stranách mexického pobřeží, dále v Belize, Nikaragui, Dominikánské republice, El Salvadoru, Panamě, Hondurasu, Guatemale, Haiti, Hondurasu, Haiti, Jamajce, Kubě a Kostarice. Příležitostně ostnáci zaletí i severněji do Texasu, zatoulaní jedinci byli pozorováni i na Floridě či v Arizoně. Obývá převážně bažiny, mělké rybníky a rašeliniště, občas sbírá potravu na zatravněných zavodněných loukách a polích.
IUCN odhaduje celkovou populaci ptáků na 0,5–5 milionů.

## Ohrožení a ochrana
I když je populační trend neznámý, druh je hodnocen jako málo dotčený.